# Okres Słubice
Okres Słubice (polsky Powiat słubicki) je okres v polském Lubušském vojvodství u hranic s Německem. Rozlohu má 999,7 km² a v roce 2020 zde žilo 46 944 obyvatel. Sídlem správy okresu je město Słubice.

## Gminy
Městsko-vesnické:
- Cybinka
- Ośno Lubuskie
- Rzepin
- Słubice

Vesnická:
- Górzyca

## Města
- Cybinka
- Ośno Lubuskie
- Rzepin
- Słubice

## Sousední okresy
| Růžice kompasu | Marecké Poodří      | Gorzów            | Sulęcin           | Růžice kompasu |
| Růžice kompasu | Frankfurt nad Odrou | Sever             | Sulęcin           | Růžice kompasu |
| Růžice kompasu | Frankfurt nad Odrou | Okres Słubice     | Sulęcin           | Růžice kompasu |
| Růžice kompasu | Frankfurt nad Odrou | Jih               | Sulęcin           | Růžice kompasu |
| Růžice kompasu | Odra-Spréva         | Krosno Odrzańskie | Krosno Odrzańskie | Růžice kompasu |